# 859
Cette page concerne l'année 859  du calendrier julien. Pour l'année 859 av. J.-C., voir 859 av. J.-C.
L'année 859 est une année commune qui commence un dimanche.

## Événements
- 6 janvier : sac de l'abbaye de Saint-Valery par le chef normand Weeland[1].
  - Sur les côtes de la Manche, les Vikings pénètrent sur la Somme et s'établissent à l'emplacement actuel d'Abbeville après avoir pillé l'abbaye de Saint-Valery et Amiens[2].
- 6 janvier : translation du corps de saint Germain en l'église de l'abbaye Saint-Germain d'Auxerre, reconstruite par l'abbé Hugues — cousin germain du roi de Francie occidentale Charles le Chauve — après le pillage de l'abbaye par les Vikings, qui est consacrée en présence du roi[3],[4].
- Après le 9 janvier, Charles le Chauve quitte Auxerre où il s'était réfugié, avec une armée constituée de Bourguignons loyalistes[5].
- 15 janvier : surpris à Jouy, en Laonnais, par les forces supérieures de Charles le Chauve, Louis le Germanique quitte la Francie occidentale sans combattre[6].
- 24 janvier : victoire des Aghlabides en Sicile contre Byzance. Ils s'emparent du fort de Enna[7].

- 12 février : entrevue d'Arches entre Lothaire II et son oncle Charles le Chauve, qui renouvèlent leur alliance[6].

- 11 mars : exécution d’Euloge, archevêque de Cordoue. Fin de la révolte des mozarabes de Cordoue[8].

- 28 avril : les Normands de la Seine pillent Noyon et emmènent des captifs, dont l'évêque Emmon[9].
  - Invasion de Vikings entre Seine et Loire : les guildes de marchands luttent contre eux[10].

- 8 mai : échec d'une expédition du duc Serge de Naples allié à Salerne, Suessola et Amalfi contre Capoue le jour de la fête de saint Michel[11].
- 28 mai : synode de Metz convoqué par Hincmar en présence de Lothaire II et de Charles le Chauve. Une délégation de neuf évêques est envoyée à Louis le Germanique pour qu'il reconnaisse ses torts dans l'invasion de la Neustrie en 858[6].

- 4 juin : Louis le Germanique reçoit à Worms la délégation du synode de Metz dirigée par Hincmar[12].
- 14 juin : concile de Savonnières assemblé pour rétablir la paix entre Louis le Germanique, Charles le Chauve et Lothaire[12].

- Juillet : entrevue d'Andernach entre Louis le Germanique et Charles le Chauve. Un colloque est prévu à Bâle entre les deux frères et leur neveu Lothaire II pour le 25 octobre ; il n'a pas lieu, Lothaire étant en Italie et un congrès doit avoir lieu à Coblence en juin 860[6].

- 13 septembre : début du règne de Yizong (en), empereur Tang de Chine (fin le 15 août 873)[13]. Le bouddhisme retrouve son influence.
- Septembre : Charles le Chauve est sur la Loire[14].

- 13 octobre : Charles le Chauve est à Tusey, près de Toul[14]

- Victoire des Asturiens au mont Laturce contre l'émir des Banu Qasi Musà II[15]. Sa forteresse Albelda est démantelée ce qui permet le repeuplement d'Amaya l'année suivante par Rodrigo de Castille.
- Raid des Normands de Hasteinn et Björn Côte de fer en Espagne et en Méditerranée (859-862). Chassé des côtes de Galice, ils remontent la vallée du Guadalquivir, peut-être jusqu’à Séville d'où ils sont chassés, puis pillent Algésiras, passent Gibraltar et ravagent la région de Cabo Tres Forcas, en Afrique. Ils y font des prisonniers, dont quelques blámenn (« personnages à la peau foncée »), qui seront ramenés en Irlande. Ils repartent vers le nord, attaquent le Roussillon, puis s’installent en Camargue et remontent le Rhône. Les forces franques les arrêtent à Valence. Ils se dirigent ensuite vers l’Italie et ravagent Pise et quelques cités côtières, dont le port de Luni, qui est pillé (859-860). La légende raconte que les Vikings auraient pris la ville pour Rome, et l’auraient investie par la ruse en prétendant que leur chef Hasteinn, mourant, voulait des funérailles chrétiennes. Après la prise de Luni, les Normands de Hasteinn se seraient établis en Bretagne en 862, après des coups de main limités en Espagne. Certains historiens prétendent qu’ils se seraient dirigés vers la Grèce pour se montrer au large de Constantinople en 866[16].
- Charles de Provence cède la Bourgogne transjurane à son frère Louis II d'Italie[17].
- La Chronique de Nestor mentionne que les « Varègues d’au-delà de la mer imposent tribut aux Choudes, aux Slaves, aux Meriens, aux Krivines et aux Polianes ». Ayant repris leur indépendance, les tribus de la région de Novgorod se querellent entre elles (860-862)[18].
- Famine en Italie[19].
- Création de l'Université Al Quaraouiyine à Fès, considérée comme la première université du monde encore en activité[20].